# تیلور آلن
تیلور آلن (انگلیسی: Taylor Allen؛ زادهٔ ۱۶ ژوئن ۲۰۰۰) بازیکن فوتبال اهل بریتانیا است.
از باشگاه‌هایی که در آن بازی کرده‌است می‌توان به باشگاه فوتبال فارست گرین راورز اشاره کرد.